# Låggrynnan
Låggrynnan, finska: Matalakari, är en ö i Finland. Den ligger i Finska viken och i kommunen Helsingfors i den ekonomiska regionen  Helsingfors i landskapet Nyland, i den södra delen av landet. Ön ligger omkring 11 kilometer sydöst om Helsingfors.
Öns area är 1,6 hektar och dess största längd är 250 meter i nord-sydlig riktning. Ön höjer sig omkring 5 meter över havsytan.